# Lac Ndjale
Lac Ndjale eller Lac Kasuku är en sjö i Kongo-Kinshasa längs floden Kasuku. Den ligger i provinsen Maniema, i den centrala delen av landet, 1 200 km öster om huvudstaden Kinshasa. Arean är 18,4 kvadratkilometer. Den sträcker sig 4,7 kilometer i nord-sydlig riktning, och 15,2 kilometer i öst-västlig riktning. Sjön är rik på fisk- och fågelarter.